# Mount Oates
Mount Oates är ett berg i Kanada.   Det ligger i provinsen Alberta, i den centrala delen av landet, 3 100 km väster om huvudstaden Ottawa. Toppen på Mount Oates är 3 110 meter över havet, eller 294 meter över den omgivande terrängen. Bredden vid basen är 0,06 km.
Terrängen runt Mount Oates är huvudsakligen bergig, men åt nordost är den kuperad.Trakten runt Mount Oates är nära nog obefolkad, med mindre än två invånare per kvadratkilometer.. Det finns inga samhällen i närheten. 
Trakten runt Mount Oates är permanent täckt av is och snö.